# Alexandra Pichler-Jessenko

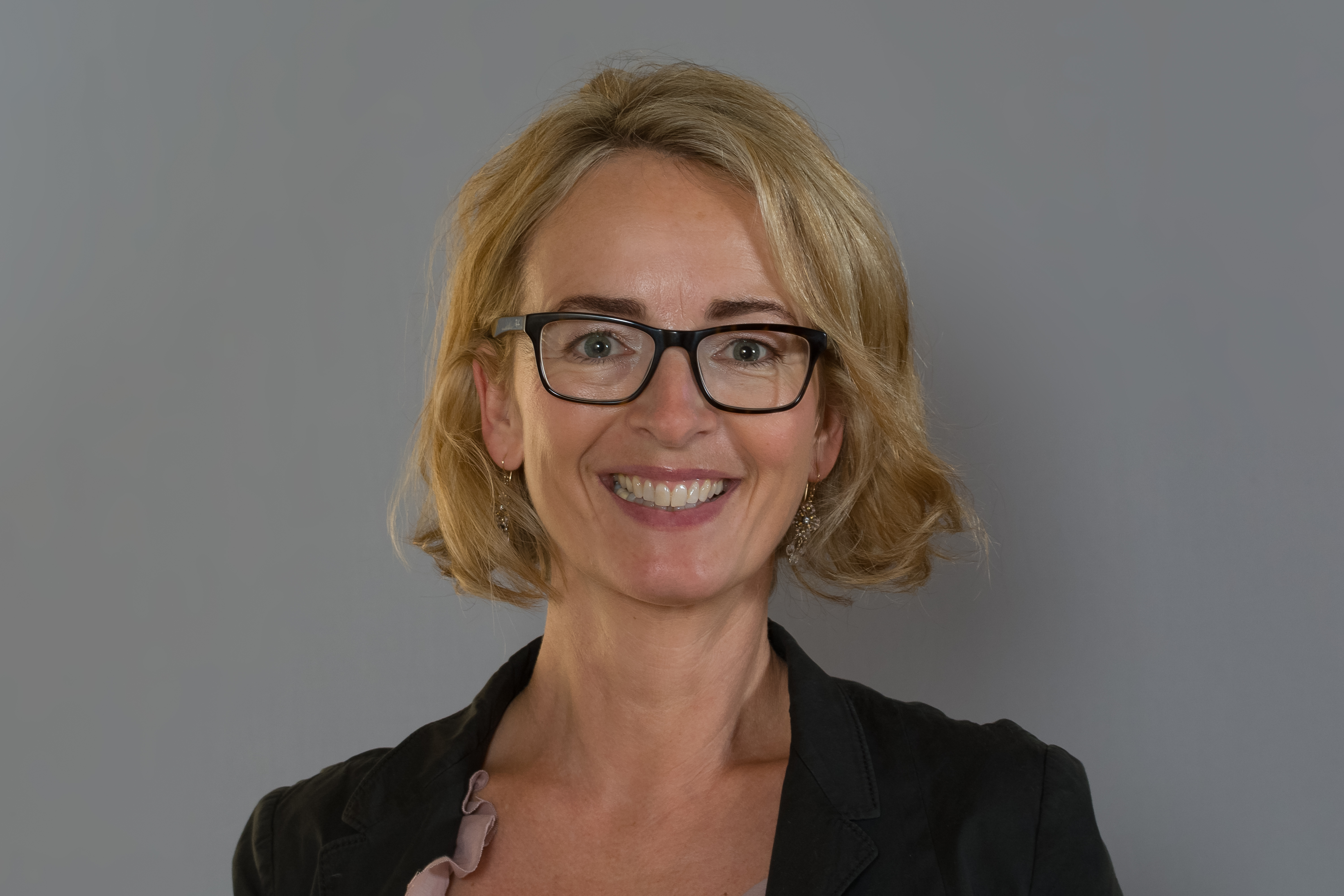
Alexandra Pichler-Jessenko (2016)

Alexandra Pichler-Jessenko (* 15. Oktober 1966 in Graz) ist eine österreichische Politikerin der Österreichischen Volkspartei (ÖVP). Von 2010 bis 2024 war sie Abgeordnete zum Steiermärkischen Landtag.

## Politik
Pichler-Jessenko wurde am 9. November 2010 im Landtag angelobt. Sie ist dort Sprecherin der ÖVP für Industrie, Finanzen und Wohnbau. Ihre erste Rede hielt sie am 27. April 2011 zum Thema Landesvoranschläge. Nach der Landtagswahl 2019 wurde sie in der zweiten Sitzung der XVIII. Gesetzgebungsperiode am 21. Jänner 2020 erneut als Abgeordnete zum Landtag Steiermark angelobt. Sie rückte für ein ÖVP-Regierungsmitglied der im Dezember 2019 gebildeten Landesregierung Schützenhöfer II nach.
Seit 4. Juni 2013 gehört Pichler-Jessenko dem Aufsichtsrat der Holding Graz Kommunale Dienstleistungen GmbH an.

## Ausbildung und Beruf
Von 1986 bis 1991 studierte Pichler-Jessenko Betriebswirtschaftslehre an der Karl-Franzens-Universität Graz. Dieses ergänzte sie 1989 durch ein Auslandssemester für Italienisch und Economia in Siena.
Im Anschluss an das Studium absolvierte Pichler-Jessenko mehrere Weiterbildungen. So 1995/96 die Trainerausbildung „Lehrbeauftragte für die Erwachsenenbildung“ am Wirtschaftsförderungsinstitut (WIFI) Steiermark, von 2006 bis 2008 Seminare zur Persönlichkeitsentwicklung/Selbstreflexion und 2007/08 eine Ausbildung zum systemischen Coach am WIFI Steiermark.
Nach dem Studium bis 1994 war sie Leiterin der Marketingabteilung bei der Graz Tourismus GmbH wo sie für die Bearbeitung von Marktforschungsprojekten, Klassische Werbung und Public Relation verantwortlich war.
Darüber hinaus war sie ab 1992 viele Jahre Trainer in der Erwachsenenbildung im Bereich Marketing/Kommunikation/Persönlichkeitsentwicklung und als Fachhochschullektorin im Studiengang Marketing & Sales an der Fachhochschule Campus 02 Graz tätig. An der Pädagogischen Akademie des WIFI betreute sie den Lehrgang für Kommunikationskaufmann.
1994 erfolgte in Partnerschaft mit Luise Biedermann-Weitzendorf die Gründung der Agentur Biedermann & Jessenko für Marketing und Kommunikation. Dort hatte sie die Geschäftsführung inne. Die Agentur wurde 2005 aufgelöst. 2006 gründet Pichler-Jessenko in Graz eine eigene Agentur für Marktforschung und Kommunikation.
Für die Landtagswahl 2024 verzichtete sie auf eine Kandidatur, mit 18. Dezember 2024 schied sie aus dem Landtag aus.